# CallAir A
Largement inspiré du Kinner Sportster, le CallAir A est un bi-triplace de sport et de tourisme dessiné par Ivan Call. Il se présentait comme un monoplan à aile basse contreventée et train classique fixe, avec cabine fermée. Cet appareil prit l’air en 1940, mais resta prototype (NC27261 c/n 1) en raison de la guerre. La certification (ATC 758) ne sera obtenue qu’en 1944. 

## Déclinaison
- CallAir A-1 : Version de série du CallAir A, construit à 4 exemplaires seulement en 1944, avec un moteur Lycoming O-235 de 100 ch. Le fuselage était allongé d'un mètre, la vitesse maximale supérieure de 20 km/h. Ces 4 appareils volaient toujours aux États-Unis en 2006.
- CallAir A-2 : En 1946 fut proposé une version plus puissante du CallAir A avec un moteur Lycoming O-290 de 125 ch. Les performances n’étaient pas modifiées par ces 25 ch supplémentaires. Une quinzaine d’exemplaires furent construits, dont 12 volaient toujours aux États-Unis en 2006. C'est à bord d'un A-2 qu'en 1947, Kenneth Arnold a réalisé ce qui passe pour la première observation médiatisée de « soucoupes volantes ».
- CallAir A-3 : Version 1947 du CallAir A-1 avec moteur Continental C-125 de 125 ch. Probablement 20 appareils construits, la moitié étant toujours en état de vol aux États-Unis en 2006, plus un exemplaire au Canada.
- CallAir A-4 : Dernière évolution du CallAir A, c’était un fait un CallAir A-3 proposé en 1953 avec un moteur Lycoming O-290 de 135 ch qui améliorait légèrement les performances. Le prototype fut réalisé en remotorisant le premier CallAir A-1 [N26500 c/n 2] et environ 80 exemplaires furent construits jusqu’en 1958. 29 sont toujours régulièrement inscrits sur le registre de la FAA, mais le (N2966G) conservé par le CallAir Foundation Museum à Afton, Wy. est un appareil reconstruit en 1961 qui n’a pas volé depuis 1977[1].